# 酷邮

运行于Windows Vista的KooMail 2.96英文注册版本

酷邮是以VC开发运行在Windows系列操作系统上的邮箱客户端，于2007年正式改名为酷邮。

## 功能
KooMail支持IMAP/APOP/POP3/SMTP/ESMTP协议、SSL/Gmail/Hotmail/MSN/Yahoo的收发，RSS阅读等。并且可以在本地构建smtp进行特快专递。此外，酷邮的3.0版本使用了Office2007的界面以及追加了日程表功能。在其3.40版本追加了在线更新版本。

## 版本
KooMail有多种版本提供选择，繁体中文版本、简体中文版本以及收费的英文版本。每个版本几乎都有免安装版、普通安装版和zip版本。

## 作者
KooMail的作者为欧阳平平，湖南人，毕业于北京大学，获硕士学位。